# Siri (vodopad)
Siri je ime vodopada smještenog na vanuatskom otoku Gaui. Prijašnje ime vodopada bilo je Vodopad svete Marije. Siri je 120 metara visok vodopad smješten u unutrašnjosti otoka, oko 3 kilometra udaljen od obale.
Zalihe vode dobiva iz jezera Letas. Letas je veliko slatkovodno jezero koje se nalazi u krateru u središtu vulkanskog otoka, na oko 600 metara visine. Voda teče iz jezera tri kilometra prema istoku, a nakon pada s visine od 120 metara nastavlja put kao potok Mbe Solomul river. Potoku zatim još treba tri kilometra kako bi došao do mora.